# Tails Adventure
Tails Adventure es un videojuego de plataformas desarrollado por Aspect y publicado por Sega en 1995 para la Game Gear. El juego está protagonizado por Tails de la serie Sonic the Hedgehog en una aventura en solitario, mientras recolecta una variedad de elementos que lo ayudarán a explorar Cocoa Island y derrotar a los enemigos que la habitan. La jugabilidad es más lenta que la de otros juegos de Sonic, y Tails solo es capaz de caminar y volar a una velocidad moderada. Las etapas se exploran de forma no lineal, y los elementos recién recolectados abren caminos en áreas anteriores.
Junto con Tails' Skypatrol, el juego es uno de los dos en Game Gear que protagoniza a Tails en un papel en solitario. Tails Adventure recibió críticas mixtas, y los críticos encontraron que el juego no era original y tenía un ritmo demasiado lento en comparación con las ofertas anteriores de Sonic. Las revisiones retrospectivas elogiaron el juego por intentar algo diferente y compararon la jugabilidad con la serie Metroid, pero no les gustó lo que sintieron que era un retroceso repetitivo. Tails Adventure se incluyó en compilaciones de juegos de Sonic y se relanzó para Nintendo 3DS en 2013.

## Jugabilidad
Al contrario del clásico juego rápido de la serie Sonic the Hedgehog. Tails Adventure es un videojuego de plataformas de ritmo lento con énfasis en la exploración. El jugador controla a Tails en una historia ambientada antes de que se hiciera amigo de Sonic, mientras se aventura para salvar Cocoa Island de una invasión del ejército Kukku. No puede correr, solo caminar a un ritmo constante. El jugador explora doce etapas no lineales, recolectando nuevos elementos y habilidades para abrir nuevos caminos en etapas anteriores. Se puede recolectar un total de 26 elementos, incluidos algunos para derrotar enemigos y otros para ayudar en la exploración. Además de usar objetos, Tails puede volar por un corto período de tiempo. La duración de su vuelo se puede ampliar localizando Chaos emeralds. Los anillos se recolectan como una forma de salud y, a diferencia de otros juegos de Sonic, solo se pierden unos pocos anillos al tocar un peligro. Esta jugabilidad ha sido comparada con los juegos de Metroidvania.
Tails encuentra varios tipos diferentes de artilugios en sus aventuras. Algunos de estos elementos son armas utilizadas para derrotar a los enemigos, como bombas y martillos. Algunos elementos ayudan en la exploración, como un pequeño robot que Tails puede controlar para explorar hacia adelante y meterse en espacios reducidos. Tails solo puede llevar cuatro herramientas al entrar a un escenario. Solo se puede equipar un elemento a la vez; el jugador debe pausar el juego para cambiar los elementos. Si el jugador descubre que no puede avanzar porque necesita otro elemento, debe encontrar una salida del escenario, intercambiar elementos y volver a ingresar al escenario desde el principio.

## Desarrollo y lanzamiento
Tails Adventure fue desarrollado para la Game Gear por Aspect y publicado por Sega. Junto con Tails' Skypatrol, es uno de los dos juegos de Sonic the Hedgehog en Game Gear protagonizado por Tails. La banda sonora fue compuesta por Koijro Mikusa, quien también escribió música para Sonic Blast. Tails Adventure fue lanzado para Game Gear el 22 de septiembre de 1995 en Japón. Fue lanzado en Europa en octubre, y en Norteamérica en noviembre. El juego se relanzó por primera vez a través de Sonic Adventure DX en 2003 como un juego de bonificación desbloqueable, y más tarde en la compilación Sonic Gems Collection en 2005, y Sonic Origins Plus en 2023. También se relanzó en Nintendo 3DS a través de eShop en todo el mundo en 2013 junto con varios otros juegos de Sonic para Game Gear.

## Recepción
Los críticos sintieron que Tails Adventure era demasiado similar a otros juegos de plataformas y su lento ritmo lo hacía más débil que otras ofertas de Sonic. Famitsu sintió que carecía de elementos sorprendentes y se sintió decepcionado porque era mucho más estándar que otros juegos de Sonic. Mean Machines Sega estuvo de acuerdo, calificándolo de «decididamente poco original», pero creía que las áreas secretas y una pronunciada curva de aprendizaje lo hacían lo suficientemente interesante como para seguir jugando. Electronic Gaming Monthly comparó el juego con los títulos de plataformas de Super Mario y también disfrutó encontrando áreas ocultas.  A los críticos en general les gustaron los gráficos y los controles, sin embargo, los gráficos recibieron algunas críticas. Mean Machines Sega sintió que algunas de las texturas de fondo se repetían demasiado, Famitsu criticó el estrecho campo de visión de la pantalla, y Electronic Gaming Monthly notó algunos problemas de desenfoque de la pantalla.
En revisiones retrospectivas, tanto Nintendo World Report como Nintendo Life sintieron que el juego contrastaba significativamente con los otros juegos de Sonic Game Gear. Creían que el juego cambiaba la velocidad de las entregas de la serie anterior por un juego exploratorio más parecido a la serie Metroid y Gargoyle's Quest (1990). USgamer recomendó el juego, calificándolo de una desviación de la serie Sonic y lo más cercano que un juego de Sonic jamás se sintió a una franquicia de Nintendo. Nintendo Life disfrutó de la variedad de dispositivos y diseños de niveles, pero criticó los entornos oscuros y las texturas de fondo repetidas. Junto con Nintendo World Report, criticaron el mal manejo del inventario por parte del juego. Los periodistas a menudo exploraban grandes partes de un nivel sólo para descubrir que les faltaba un elemento necesario y tendrían que reiniciar el escenario. La presencia del juego en Sonic Gems Collection fue bienvenida como una conveniencia moderna, pero fue criticada junto con otras inclusiones de Game Gear por fallas gráficas y mala emulación. Algunos sintieron que los juegos portátiles eran simplemente complementarios a los juegos más importantes de la colección y los descartaron. 1UP.com percibió la inclusión de Tails Adventure y Tails' Skypatrol en la compilación como Sega «raspando el fondo del barril», describiéndolos como «títulos portátiles casi imposibles de reproducir de una era que es mejor olvidar».